# Le Triomphe des Lumières
Le Triomphe des Lumières (titre original : Enlightenment Now) est un ouvrage du scientifique cognitif canado-américain Steven Pinker, écrit en 2018, et publié en français en 2018.
Il soutient que les valeurs des Lumières de raison, de science et d'humanisme ont apporté le progrès, et que la santé, la prospérité, la sécurité, la paix et le bonheur ont tendu vers une augmentation au niveau mondial. C'est une suite du livre de Pinker de 2011: La Part d'ange en nous.